# Latouchea
Latouchea é um género botânico pertencente à família Gentianaceae.
1. ↑  «Latouchea — World Flora Online». www.worldfloraonline.org. Consultado em 19 de agosto de 2020